# Ich heirate eine Familie/Episodenliste
Diese Episodenliste enthält alle Episoden der deutschen Fernsehserie Ich heirate eine Familie, sortiert nach dem Datum der Erstausstrahlung im ZDF. Die Fernsehserie umfasst vier Staffeln mit insgesamt 14 Episoden.
Alle Episoden bis auf drei Ausnahmen haben eine Laufzeit von etwa 45 Minuten. Bei den Episoden 1 + 1 = 5, Familienzuwachs und Schumanns Winterreise handelt es sich um Doppelfolgen mit einer Länge von ca. 90 Minuten. Bei der Erstausstrahlung wurden beide Teile jeweils direkt nacheinander gesendet. Der erste Teil der Doppelfolge Familienzuwachs trägt den Titel Familienzuwachs: Wie sagen wir’s den Kindern?, der zweite Teil Familienzuwachs: Werner informiert sich …. In der Internet Movie Database werden alle Doppelfolgen zusammengehörig aufgeführt. Je nach Quelle variiert damit die Anzahl der Episoden zwischen 14 und 17.
In der ZDFmediathek findet man die 17-teilige Staffelgliederung, bei der zwei Doppelfolgen als nummerierte Einzelfolgen (1 + 1 = 5 (1) und 1 + 1 = 5 (2), dito für Schumanns Winterreise) und die Doppelfolge Familienzuwachs mit den oben genannten Zusatztiteln zu finden sind.

## Übersicht
| Staffel | Episodenanzahl | Erstausstrahlung D | Erstausstrahlung D |
| Staffel | Episodenanzahl | Staffelpremiere    | Staffelfinale      |
| ------- | -------------- | ------------------ | ------------------ |
| 1       | 4              | 3. November 1983   | 7. November 1983   |
| 2       | 4              | 4. Dezember 1984   | 9. Dezember 1984   |
| 3       | 1              | 19. Dezember 1985  | 19. Dezember 1985  |
| 4       | 5              | 4. Dezember 1986   | 27. Dezember 1986  |

## Staffel 1
| Nr. (ges.) | Nr. (St.) | Originaltitel             | Erstausstrahlung D | Regie      | Drehbuch                         | Dauer          |
| --- | --------- | ------------------------- | ------------------ | ---------- | -------------------------------- | -------------- |
| 1 | 1         | 1 + 1 = 5                 | 3. Nov. 1983       | Peter Weck | Curth Flatow                     | ca. 89 Minuten |
| Die geschiedene Angelika („Angi“) Graf ist Besitzerin einer West-Berliner Kinderboutique und lebt mit ihren drei minderjährigen Kindern Tanja, Markus und Tom allein. Ihre Freundin Sybille („Bille“) Vonhoff beschließt zusammen mit ihrem Ehemann Alfons, Besitzer von mehreren Supermärkten, Angi mit dem Werbegrafiker Werner Schumann zusammenzubringen. Obwohl der erste Versuch anlässlich einer Party in Vonhoffs Haus misslingt, lernen sich Angi und Werner eher zufällig bei der Heimfahrt kennen und gehen in der Folgezeit gemeinsam aus. Erst nach einigem Zögern erzählt Angi von der Existenz ihrer Kinder. Während sich Tanja und Tom auf Anhieb mit Werner gut verstehen, stoßen die Absichten seiner Mutter, eine neue Beziehung einzugehen, bei Markus anfangs auf Ablehnung. Erst der gute Draht zu Werners Hündin Lulu kann ihn umstimmen. Trotz der Bedenken seiner Haushälterin Frau Rabe sowie seines Freundes und Auftraggebers Wolfgang Frank nimmt Werner die Familie nach dem Ausbau seines Hauses zu sich und heiratet Angi. Gastdarsteller: Angela van Moll: Inge Martens; Wilfried Herbst: Polizist; Heinz Diesing: Möbelträger; Edeltraut Elsner: Vorzimmerdame; Hans-Joachim Grubel: Installateur; Marco Kröger: Opernbesucher (uncredited) |           |                           |                    |            |                                  |                |
| 2 | 2         | Der Alltag beginnt        | 5. Nov. 1983       | Peter Weck | Curth Flatow, Heinz Oskar Wuttig | ca. 44 Minuten |
| Mit dem Einzug von Angie und den Kindern gerät Werners geordneter Tagesablauf zunächst durcheinander. Wegen der Unruhe im Haus kann sich der frisch gebackene Familienvater in seinem im Souterrain befindlichen Studio nicht mehr auf seine Arbeit konzentrieren. Wolfgang, der um die rechtzeitige Fertigstellung seiner Aufträge bangt, bittet den Rest der Familie um Rücksichtnahme. Derweil kommt es zwischen Angi und Frau Rabe häufiger zu Meinungsverschiedenheiten über die Haushaltsführung. Gastdarsteller: Peter Schiff: Automechaniker; Delia Behpour: Geburtstagsgast (uncredited) |           |                           |                    |            |                                  |                |
| 3 | 3         | Kinderkrankheiten         | 6. Nov. 1983       | Peter Weck | Curth Flatow                     | ca. 43 Minuten |
| Werner hat seinen Arbeitsalltag in den Griff bekommen und fordert von den Kindern mit Strenge die nötige Disziplin ein. Die teure Endabrechnung der Handwerker setzt ihm jedoch aufgrund der finanziell ohnehin angespannten Lage zu. Trotz Überlastung sieht er sich gezwungen, von Wolfgang einen weiteren Auftrag zur Unterstützung einer Werbekampagne anzunehmen. Bei einem Reit- und Springturnier, das Tanja gewinnt, erntet er von der Besitzerin des Unternehmens viel Lob für seine Entwürfe. Angi beklagt sich Werner gegenüber nun offen über die Nachlässigkeiten von Frau Rabe. Zudem steckt Werner sich bei Markus an, der an Windpocken erkrankt ist. Gastdarsteller: Andreas Mannkopff: Automechaniker; Henriette Gonnermann: Frau Marschall; Alexandra Klingbeil: Simone Marschall |           |                           |                    |            |                                  |                |
| 4 | 4         | Die Kinder sind unterwegs | 7. Nov. 1983       | Peter Weck | Curth Flatow                     | ca. 44 Minuten |
| Angis geschiedener Mann, Bernie Graf, fährt mit den drei Kindern und seiner Freundin in den Urlaub nach Italien. Werner setzt sich mit Onkel Rudolf in Wien in Verbindung und überredet Angi, die gemeinsame Hochzeitsreise in seiner Heimatstadt nachzuholen. Dort werden sie in Rudolfs Haus untergebracht und von der Haushälterin Josefa verköstigt. Am nächsten Tag zeigt Werner Angi die Sehenswürdigkeiten der Stadt. Ihr Unwohlsein am Ende des anstrengenden Tages deutet sie zunächst falsch. Am Telefon äußern sich ihre Kinder frustriert über den Verlauf des Urlaubs. Werner sorgt daraufhin in Absprache mit Bernie dafür, dass sie in die österreichische Hauptstadt nachreisen. Bevor die Familie nach Berlin zurückkehrt, erfährt Angi bei einem Arztbesuch von ihrer erneuten Schwangerschaft. Gastdarsteller: Kurt Jaggberg: Gemischtwarenhändler Sendracek (uncredited) |           |                           |                    |            |                                  |                |

## Staffel 2
| Nr. (ges.) | Nr. (St.) | Originaltitel             | Erstausstrahlung D | Regie      | Drehbuch     | Dauer          |
| --- | --------- | ------------------------- | ------------------ | ---------- | ------------ | -------------- |
| 5 | 1         | Familienzuwachs           | 4. Dez. 1984       | Peter Weck | Curth Flatow | ca. 93 Minuten |
| Die benachbarte Firma Eurodata möchte expandieren und unterbreitet ein Angebot über den Kauf des Grundstückes, auf dem sich das Haus der Schumanns befindet. Die Aussicht auf eine geräumigere Alternative, die nach der Geburt des gemeinsamen Kindes notwendig wird, erleichtert die Entscheidung für einen Umzug, zumal Alfons mit seinem Verhandlungsgeschick die ohnehin verlockenden Konditionen noch nachbessert. Nach einer ausgedehnten Besichtigung in Begleitung des geduldigen Maklers entscheidet sich die Familie für ein Objekt mit einer geeigneten Einliegerwohnung für Werners Studio. Nach einigem Zögern informieren Werner und Angi die Kinder über den erwarteten Nachwuchs. Mehrere Monate vergehen. Werners Mitarbeiterin Doris Niemayer kündigt aus privaten Gründen und Martina Hambach übernimmt als Nachfolgerin deren Aufgaben. Angi, inzwischen hochschwanger und leicht reizbar, reagiert eifersüchtig auf die attraktive Blondine, an der auch Wolfgang schnell Gefallen findet. Zusätzliches Misstrauen entsteht, weil Werner des Öfteren außer Haus ist und den wahren Grund für seine Abwesenheit verheimlicht. Angi und Bille spionieren ihm nach und entdecken beschämt, dass er an einem Säuglingspflegekurs teilnimmt. Indes hat sich Frau Rabe den Daumen verletzt und fällt vorerst aus. Angi ist mit der Hausarbeit zunehmend überfordert und einem Zusammenbruch nahe. Nachdem sie zur Überwachung in ein Krankenhaus gebracht worden ist, übernimmt Tante Hede für einige Zeit die Versorgung der Familie. Mit ihrer kompromisslosen Art stößt sie jedoch schnell auf Widerstand und kehrt Werner und den Kindern den Rücken. Besorgt kommt Angi nach Hause zurück. Einige Zeit später wird sie mit nächtlichen Wehen von Werner zur Entbindungsstation gebracht, wo sie ihre zweite Tochter zur Welt bringt. Gastdarsteller: Friedrich W. Bauschulte: Hausmakler; Ingolf Gorges: Fred Wagner; Gudrun Genest: Kundin in Angis Laden; Edith Volkmann: Tante Hede; Ursula Diestel: Frau Fränzel; Ronald Nitschke: Gerhard Peschke; Andrea Heuer: Lilo Diederich; Robert Dietl: Dr. König; Uwe Gauditz: Herr Lindemann; Peter Döring: Herr Bauer; Stefan Ernst: Malerlehrling (uncredited) |           |                           |                    |            |              |                |
| 6 | 2         | Der blaue Brief           | 5. Dez. 1984       | Peter Weck | Curth Flatow | ca. 47 Minuten |
| Nach Angis Rückkehr aus dem Krankenhaus verwöhnt Werner seine kleine Tochter Franziska und vernachlässigt dabei sowohl die Arbeit als auch den Rest der Familie. Überdies muss Angi unerwartet in ihrer Boutique aushelfen und kann sich nicht mehr ausreichend um die Bedürfnisse ihrer älteren Kinder kümmern. Insbesondere Markus leidet unter der veränderten Situation. Von den Eltern unbemerkt verschlechtern sich seine Leistungen in der Schule deutlich. Als Angi und Werner zu einem Opernbesuch mit Bille und Alfons aufbrechen wollen, stellen sie fest, dass Markus verschwunden ist. Nach Telefongesprächen mit den Eltern seiner Schulkameraden und dem Klassenlehrer haben Angi und Werner Gewissheit: Markus’ Versetzung ist gefährdet und ein Blauer Brief bereits unterwegs. Wolfgang und Martina machen sich auf die Suche und entdecken den Ausreißer in einem Versteck im Wald, in das er sich zusammen mit Lulu zurückgezogen hat. Nach seiner Rückkehr sprechen sich Angi und Markus aus. Die Anwesenden organisieren Nachhilfe in den kritischen Fächern, durch die seine Schulnoten wieder besser werden. Gastdarsteller: Almut Eggert: Fr. Bergfeld; Christine Schild: Fr. Döring; Roswitha Schreiner: Rita; Karl-Ulrich Meves: Hr. Friedrich |           |                           |                    |            |              |                |
| 7 | 3         | Der Freund                | 8. Dez. 1984       | Peter Weck | Curth Flatow | ca. 48 Minuten |
| Tanja ist frisch verliebt. Zusammen mit ihrem Freund Ben Kutscher schaut sie regelmäßig Horrorfilme an, die der bereits Volljährige ausleiht. Tom bekommt Albträume, weil er die Filme heimlich von seinem Zimmer aus mit ansieht. Werner entdeckt das Loch in der Wand und konfisziert den Videorekorder. Nachdem Frau Hoffmann als neue Haushaltshilfe engagiert worden ist, verabschiedet sich Frau Rabe von Werner, um mit ihrem Verlobten auf Mallorca zu überwintern. Werner und Wolfgang organisieren einen Schüleraustausch zwischen Tanja und Nicole Dupont, der Tochter eines französischen Kunden. Ben möchte Tanja begleiten, ihm gelingt es aber nicht, sein altes Auto rechtzeitig instand zu setzen. Tanja fliegt allein nach Paris und ahnt nicht, dass sich Ben und Nicole ineinander verliebt haben und gemeinsam mit dem nun fertiggestellten Wagen in die französische Hauptstadt aufgebrochen sind. Als Tanja – von ihrem ereignislosen Aufenthalt enttäuscht – vorzeitig zurückkehrt, erlebt sie ihren ersten Liebeskummer und muss von Angi getröstet werden. Gastdarsteller: Jocelyne Boisseau: Nicole Dupont |           |                           |                    |            |              |                |
| 8 | 4         | Der fünfzigste Geburtstag | 9. Dez. 1984       | Peter Weck | Curth Flatow | ca. 44 Minuten |
| Zu Werners bevorstehendem 50. Geburtstag lädt Angi Onkel Rudolf nach Berlin ein. Auch Wolfgang, Alfons und Bille planen eine Überraschung – ein Blasorchester vom Circus Roncalli vor dem Haus. Derweil muss Werner einige Enttäuschungen verarbeiten: Der angedachte Swimmingpool im Garten kann nicht verwirklicht werden, da die Kinder nach anfänglicher Begeisterung keine Ausdauer beim Ausheben der Grube zeigen. Und während Wolfgang und Martina ebenso wie Bille und Alfons in den Urlaub fahren, bleibt Werner frustriert in seinem Studio zurück. Da kommt das Angebot einer weltweit tätigen Werbeagentur gerade zur rechten Zeit: Er soll die Filiale in Paris leiten und reist am nächsten Tag zu Vertragsverhandlungen nach Frankreich. Angi ist von der Aussicht auf eine Wochenendbeziehung nicht begeistert. Nach einer anstrengenden Rückreise trifft Werner mit dem Nachtzug am Morgen seines Geburtstages übermüdet in Berlin ein. Unter den Geschenken befindet sich ein neues Auto, das Angi mit dem Erlös aus dem Verkauf ihrer Anteile an der Boutique bezahlt hat. Im Rahmen der Geburtstagsfeier erleidet Werner einen Hexenschuss. Im Anschluss berichtet er der erleichterten Familie, dass er den Arbeitsvertrag nicht unterschrieben hat. Gastdarsteller: Katharina Gräfe: Verkäuferin |           |                           |                    |            |              |                |

## Staffel 3 (Special)
| Nr. (ges.) | Nr. (St.) | Originaltitel         | Erstausstrahlung D | Regie      | Drehbuch     | Dauer          |
| --- | --------- | --------------------- | ------------------ | ---------- | ------------ | -------------- |
| 9 | 1         | Schumanns Winterreise | 19. Dez. 1985      | Peter Weck | Curth Flatow | ca. 88 Minuten |
| Die Schumanns bereiten sich auf das bevorstehende Weihnachtsfest vor. Während Werner und die Kinder in der Innenstadt ihre Einkäufe erledigen, verbringt Angi den Nachmittag zu Hause mit Sticken. Um den ausgefallenen Sommerurlaub nachzuholen, bucht die Familie über die Feiertage einen Hotelaufenthalt auf Gran Canaria. Darüber hinaus erhalten sie von Onkel Rudolf eine unerwartete Einladung zu seiner Hochzeit mit Traudl nach Wien. Vor der Abreise müssen noch einige private Probleme bewältigt werden: Angis Freundin Bille hat sich von Alfons getrennt, weil er ihr erneut untreu geworden ist. Werner und Angi arrangieren daraufhin ein Versöhnungsgespräch. Auch Tom muss getröstet werden, nachdem sein Meerschweinchen Bommel gestorben ist und er davon zunächst nichts erfahren sollte. Am Rande der Feierlichkeiten in Wien übereignet Rudolf seinem Neffen eine Jagdhütte in Tirol. Kurz entschlossen macht sich die Familie nach der kirchlichen Trauung auf den Weg zum abgelegenen Blockhaus durch die verschneite Landschaft. Statt der ursprünglich vorgesehenen Kurzbesichtigung beschließen die Schumanns, dort einen gemütlichen Abend mit anschließender Übernachtung zu verbringen. Am nächsten Morgen erwacht Werner mit einem Kater, da er sich am Vorabend beim Schnapskonsum nicht zurückhalten konnte. Unterdessen sind die Kinder vom Naturerlebnis in den Bergen begeistert. Die Rückfahrt verzögert sich nochmals durch den Besuch des Adventssingens in der Dorfkirche. Zum Chor gehört auch Pepi, Besitzer des Lebensmittelladens sowie Tanjas Skilehrer und heimlicher Schwarm. Schweren Herzens bricht die Familie nach Berlin auf, um Tochter Franziska abzuholen und in die Ferien auf die kanarischen Inseln zu fliegen. Gastdarsteller: Gerhard Friedrich: Juwelier; Joseline Gassen: Reisebüroangestellte; Lotte Ledl: Traudl; Erno Cingl: Pepis Vater; Emanuel Schmied: Pfarrer in Tirol; Walter Egitz: Förster; Herbert Schneeberger: Pepi; Christian Herzog: Toni |           |                       |                    |            |              |                |

## Staffel 4
| Nr. (ges.) | Nr. (St.) | Originaltitel              | Erstausstrahlung D | Regie      | Drehbuch     | Dauer          |
| --- | --------- | -------------------------- | ------------------ | ---------- | ------------ | -------------- |
| 10 | 1         | Überraschungen             | 4. Dez. 1986       | Peter Weck | Curth Flatow | ca. 44 Minuten |
| Angis beste Freundin Bille befindet sich in einer Sinnkrise. Um ihrem Leben neuen Schwung zu geben, hat sie ihr Erscheinungsbild verändert und ein BWL-Studium begonnen. Auch Angi benötigt Bestätigung, seitdem sie nicht mehr in der Boutique arbeitet und finanziell von Werner abhängig ist. Da insbesondere Tanja immer mehr Ansprüche stellt und zudem bald volljährig wird, soll Angis geschiedener Mann Bernie helfen. Dieser ist jedoch infolge geschäftlicher Misserfolge insolvent. Er bittet sie daher um Aufschub bei den Unterhaltszahlungen für die Kinder. Zusammen mit Werner und Tanja sucht Angi Zerstreuung beim Sommernachtsball, zu dem die Werbewirtschaft eingeladen hat. Aber auch dieser Abend verläuft enttäuschend, weil sich Tanja den Aufforderungen zum Tanz verweigert und ihren Eltern damit die Laune verdirbt. Gastdarsteller: Hannelore Cremer: Verkäuferin |           |                            |                    |            |              |                |
| 11 | 2         | Heimlichkeiten             | 7. Dez. 1986       | Peter Weck | Curth Flatow | ca. 43 Minuten |
| Bernie hat Tanja, Markus und Tom zu seinem 50. Geburtstag eingeladen. Beim Besuch in der kleinen Wohnung erfahren sie von seinen wirtschaftlichen Schwierigkeiten. Um ihren leiblichen Vater zu unterstützen, beschließen die Jungen, Senioren in der Nachbarschaft gegen eine Gebühr mit Lebensmitteln zu beliefern. Angi verschweigt Werner gegenüber eigene Geldsorgen und möchte in ihrer alten Boutique aushelfen. Werner ist damit nicht einverstanden, obwohl er durch eine hohe Steuernachzahlung sowie kostspielige Reparaturen im Haus ebenfalls keinen finanziellen Spielraum mehr besitzt und trotz Überlastung weitere Aufträge annehmen muss. Derweil ist es Wolfgang gelungen, Martina zur Heirat zu überreden. Da sie ihn auf seinen geschäftlichen Reisen begleiten möchte, kehrt Doris Wagner (ehemals Niemayer) als Mitarbeiterin in das Studio zurück. Werner und Angi sprechen über ihre bislang verschwiegenen Probleme. Durch Zufall erfahren sie vom heimlichen Nebenverdienst der beiden Kinder, der auch den Leistungsabfall in der Schule erklärt. Markus und Tom müssen ihre Ambitionen zukünftig einschränken. Gastdarsteller: Blandine Ebinger: Agnes Zühlke; Klaus Sonnenschein: Herr Gehrke; Hilde Sessak: Brötchen-Kundin; Oliver Korittke: Ulli; Matthias Hinze: junger Mann; Dagmar Schwind: Serviererin |           |                            |                    |            |              |                |
| 12 | 3         | Krach im Haus              | 13. Dez. 1986      | Peter Weck | Curth Flatow | ca. 44 Minuten |
| Tanja feiert ihren 18. Geburtstag zu Hause. Da sie bei der Führerscheinprüfung durchgefallen ist, hält sich ihre Feierstimmung zunächst in Grenzen. Bevor die Party beginnt, für die Alfons und Bille die Verpflegung zur Verfügung gestellt haben, verlassen die Eltern das Haus. Als Tanjas Gäste eintreffen, reichern einige von ihnen die von Werner vorbereitete alkoholfreie Bowle mit Sekt an. Die betrunkenen Jugendlichen verlieren bald die Kontrolle, sodass die Polizei einschreiten muss. Von Tom alarmiert, kehren Werner und Angi vorzeitig zurück und schicken die inzwischen ermüdeten Besucher nach Hause. Tanja hat sich unterdessen mit Duffy angefreundet, der die E-Gitarre in einer aufstrebenden Rockband spielt und sich auf ein bevorstehendes Konzert vorbereitet. Er darf einige Tage bei den Schumanns wohnen, hält aber Werner mit seinen intensiven Übungen von der Arbeit ab. Darüber hinaus werden im Haus die Rohre erneuert, was für zusätzliche Lärmbelästigung sorgt. Nachdem die Familie Tanja zum Rockkonzert begleitet hat, wird Duffy mit seiner Band für eine mehrwöchige Tournee engagiert. Gastdarsteller: Klaus Sonnenschein: Herr Gehrke; Stefan Meinke: Eberhard; Sabine Thiesler: Fräulein Gratz; Ranja Helmy: Marion; Andreas Fröhlich: Partygast (uncredited) |           |                            |                    |            |              |                |
| 13 | 4         | Neuigkeiten                | 21. Dez. 1986      | Peter Weck | Curth Flatow | ca. 44 Minuten |
| Wolfgang vermittelt Werner einen neuen Auftrag: Der Unternehmer Lucky Felden hat einen heruntergewirtschafteten Hersteller für Kinderbekleidung übernommen und möchte eine groß angelegte Marketingkampagne starten. Am nächsten Tag empfängt er seine künftigen Werbepartner in seiner Villa in der Nähe von München. Mit dabei ist auch Angi, auf deren Erscheinen Lucky ausdrücklich Wert gelegt hat. Während des Gespräches über die ersten Entwürfe der neuen Kollektion entwickelt Angi ein gutes Gespür für die Bedürfnisse der Kunden. Während Werner den passenden Slogan beisteuert, soll sie als Repräsentantin und Werbeträgerin bei der Vermarktung eine Schlüsselrolle einnehmen. Schon bald zeigt sich, dass Lucky mehr als eine berufliche Zusammenarbeit im Sinn hat. Trotz der ausgezeichneten Entlohnung für seine Arbeit kann Werner seine Eifersucht nicht verbergen. Angi verbringt beruflich viel Zeit und trifft verspätet zur Hochzeit von Wolfgang und Martina ein. Werner kommt daheim mit der Mehrfachbelastung nicht zurecht. Als Frau Hoffmann wegen einer Erkrankung ausfällt, springt die aus Mallorca zurückgekehrte Frau Poppe (ehemals Rabe) spontan als Haushälterin ein. Tanja fliegt indes mit ihrer Freundin nach Florida. Da Angi eine unvorhergesehene Reise zu einer Messe in Nizza antreten muss, fährt Werner mit seinen drei jüngsten Kindern zunächst allein in den Urlaub. An der Ostsee machen sie die Bekanntschaft von Frau Keller und ihrer Tochter. Vor dem Rückflug lässt sich Angi von Lucky zu einem Ausflug entlang der Mittelmeerküste auf dessen Yacht überreden, verpasst danach aber ihre Maschine. Am Abend widersteht Angi bei einem romantischen Abendessen im Restaurant Luckys erneuten Annäherungsversuchen. Sie reist an die Ostsee nach und sucht vergeblich ein klärendes Gespräch mit Werner. Gastdarsteller: Grit Boettcher: Frau Keller; Patrizia Reich: Susi; Stefan Meinke: Eberhard; Ranja Helmy: Marion; Barbara Ohloffs: Fotografin; Gabriele Miller: Stewardess |           |                            |                    |            |              |                |
| 14 | 5         | Angi muss sich entscheiden | 27. Dez. 1986      | Peter Weck | Curth Flatow | ca. 49 Minuten |
| Angi ist nach wie vor beruflich stark eingespannt. Die ständigen Diskussionen mit Werner weiten sich zu einer Ehekrise aus. Zudem kommt Tanja von ihrer Reise aus den Vereinigten Staaten zurück und überrascht ihre Mutter mit der Absicht, die Schule abzubrechen und auszuziehen. Bille entdeckt derweil, dass Alfons seinen Traum verwirklicht hat und in einem Tante-Emma-Laden arbeitet. Im Haus der Schumanns mündet das seit Längerem bestehende Misstrauen zwischen Angi und Frau Poppe in eine verbale Auseinandersetzung, an deren Ende die langjährige Haushälterin ihren Platz räumen und der wieder genesenen Frau Hoffmann überlassen muss. Lucky Felden lädt Angi und Werner zur Einweihung der Berliner Filiale ein. Werner, der bereits zuvor eine andere Veranstaltung mit einer ähnlichen Ausrede abgesagt hatte, lässt sich mit Bauchschmerzen entschuldigen. Doch diesmal ist es ernst: Mit Fieber wird er in die Notaufnahme eingeliefert, wo sich der Verdacht auf Blinddarmdurchbruch bestätigt. Im Operationssaal schreibt Werner vor der Narkose einige Zeilen auf einen Zettel, der aber nur im Todesfall an seine Frau übergeben werden soll. Versehentlich bekommt Angi die Abschiedsworte ihres Mannes früher in die Hände und durchlebt unter Tränen noch einmal die wichtigsten gemeinsamen Stationen der vergangenen Jahre. Als Werner auf der Intensivstation erwacht, versichern sich beide, zukünftig keine weiteren privaten Krisen mehr zuzulassen. Einige Zeit später kann Werner das Krankenhaus verlassen. Zu Hause „schenkt“ ihm Angi ihren Kalender, in dem alle anstehenden Termine sinnbildlich für ihre Entscheidung gegen den Beruf und für die Familie durchgestrichen sind. Gastdarsteller: Klaus Sonnenschein: Herr Gehrke; Dieter Kursawe: Beifahrer; Karl-Ulrich Meves: Chefarzt; Helmut Gauß: Dr. Gottlieb; Hans-Jürgen Dittberner: junger Arzt; Karin David: Schwester Gerda; Christel Merian: Aufnahmeschwester; Imke Barnstedt: OP-Schwester                                         |           |                            |                    |            |              |                |